# Судова реформа в Гетьманщині
Судова реформа в Гетьманщині — реформа, проведена гетьманом Розумовським в 1760—1763 рр. Система судочинства до реформи мала таку структуру: нижчою інстанцією були сільські суди, де отаман судив козаків, а війт (із 2—3-ма помічниками) — посполитих; у містах залежно від їхньої категорії діяли магістратські або ратушні суди. Далі — сотенний суд (у складі сотника, городового отамана, писаря, хорунжого, війта та бурмистра); полковий суд (полковник, полковий суддя, судовий писар; при розгляді кримінальних справ обов'язково була присутня вся полкова старшина); Генеральний військовий суд; Генеральна військова канцелярія і, нарешті, гетьман. Правосуддя було прерогативою адміністративно-управлінського апарату. Найбільш активно втручались у вирішення судових справ ледь не всіх рівнів, часто дублюючи, а то й підміняючи роботу місцевих судів, Генеральний військовий суд і Генеральна військова канцелярія. Судова реформа розпочалася згідно з універсалом гетьмана К.Розумовського від 17 листопада 1760 з реорганізації Генерального військового суду. Останній у тому вигляді, що передував реформі, виник в Україні в серед. 17 ст. і діяв спочатку як суд першої інстанції у справах генеральної старшини, полковників та бунчукових товаришів, пізніше — як вищий апеляційний суд, рішення якого остаточно затверджувалися гетьманом. Із поч. 1720-х рр. відбувалося активне втручання царського уряду в діяльність Генерального військового суду. Вищою апеляційною судовою інстанцією фактично ставала перша Малоросійська колегія. Структура і значення Генерального військового суду мало змінилися і по смерті гетьмана Д.Апостола (1734), у т. зв. міжгетьманський період, коли вищою апеляційною установою була не лише «канцелярія правління гетьманського уряду», а й російський Правительствуючий Сенат. Становище докорінно змінилося з відновленням в Україні 1750 гетьманства. Серед перших заходів гетьмана К.Розумовського було відкликання російських чиновників зі складу Генерального військового суду. У ході судової реформи до складу Генерального військового суду, поряд із двома генеральними суддями, увійшли десять обраних від кожного полку депутатів із числа козацької старшини. Згідно з універсалом від 17 лютого 1763 гетьман дозволяв полковим канцеляріям і всім чолобитникам подавати справи прямо до Генерального військового суду, що значно зменшувало кількість судових інстанцій, скасовувалися судові функції Генеральної військової канцелярії, а Генеральний військовий суд знову ставав найвищою апеляційною інстанцією. Зазначені заходи підвищували престиж останнього і водночас сприяли його демократизації, а також певною мірою розмежуванню судової, виконавчої і законодавчої влади.
Найсуттєвіша судова реформа була проведена наприкінці 1763, коли було створено станові шляхетські суди — земські суди, підкоморські суди й гродські суди. Сфера діяльності цих судів регламентувалася відповідними положеннями Литовського статуту 1588 (див. Статути Великого князівства Литовського), який залишався одним із головних джерел українського судочинства. Ідея відновлення шляхетських судів в Україні виникла ще в 1740-х рр., коли працювала комісія для складання кодексу «Права, по которым судится малороссийский народ». За універсалом гетьмана К.Розумовського від 19 листопада 1763 на території кожного полку було створено по два земських, два підкоморських суди (за винятком найбільшого за розміром Ніжинського полку, на території якого створювалися три земські суди — у Ніжині, Батурині та Глухові). У кожному полку під головуванням полковника утворювався один гродський суд, що замінював колиш. полковий суд. Окрім традиційних виборних посад, у новостворених судах вводилася посада возного, який обирався з числа значкових товаришів і сотенних старшин.
У зв'язку із суд. реформою уся територія Гетьманщини була поділена на 20 повітів (по два в кожному полку), де й розташувалися новостворені судові установи. Вищою апеляційною установою над створеними судами за судовою реформою згідно з Литовським статутом став Головний трибунальний суд. До його складу з кожного судового повіту обиралися по два депутати, а також вводилися 4 духовні особи. Рішення цього суду вважалося остаточним і не підлягало оскарженню. Виняток становили вироки про позбавлення шляхетської честі та смертну кару. В подібних випадках останнє слово належало російському монархові. Результатом судових реформ, здійснених гетьманом К.Розумовським, стала нова, більш спрощена, система судів, у якій уже розмежовувалися цивільні й кримінальні справи.